# 난 (빵)
난(饢, 페르시아어·파슈토어·우르두어: نان, 힌디어: नान)은 서아시아와 남아시아의 납작빵이다. 밀가루 반죽을 효모로 팽창시켜 만들며, 탄두르에 굽는다. 중앙아시아의 "난"도 이름을 공유하지만, 모양과 맛이 다르다.

## 이름
어원은 "빵"을 뜻하는 페르시아어 "난(نان)"이다. 다른 이란어파 언어의 "난(파슈토어: نان)" 이나 "논(타지크어: нон)" 또는 튀르크어족 언어의 "난(카자흐어·키르기스어: нан, 위구르어: نان)"이나 "논(우즈베크어: non)" 또한 "빵"을 뜻하는 말이다.
한국이나 영어권 등, 아시아 스텝 바깥 지역에서 쓰이는 "난(naan)"이라는 낱말은 힌두스탄어 "난(힌디어: नान, 우르두어: نان)"에서 빌려온 말로, 주로 인도 요리나 파키스탄 요리에서 "난"이라 일컫는 납작빵을 일컫는다.

## 종류

### 서아시아
- 바르바리 난(نان بربری 나네 바르바리)
- 산가크 난(نان سنگک 나네 산가크)
- 아프가니 난(نان افغانی 나네 아프가니)
- 타프툰 난(نان تافتون 나네 타프툰)

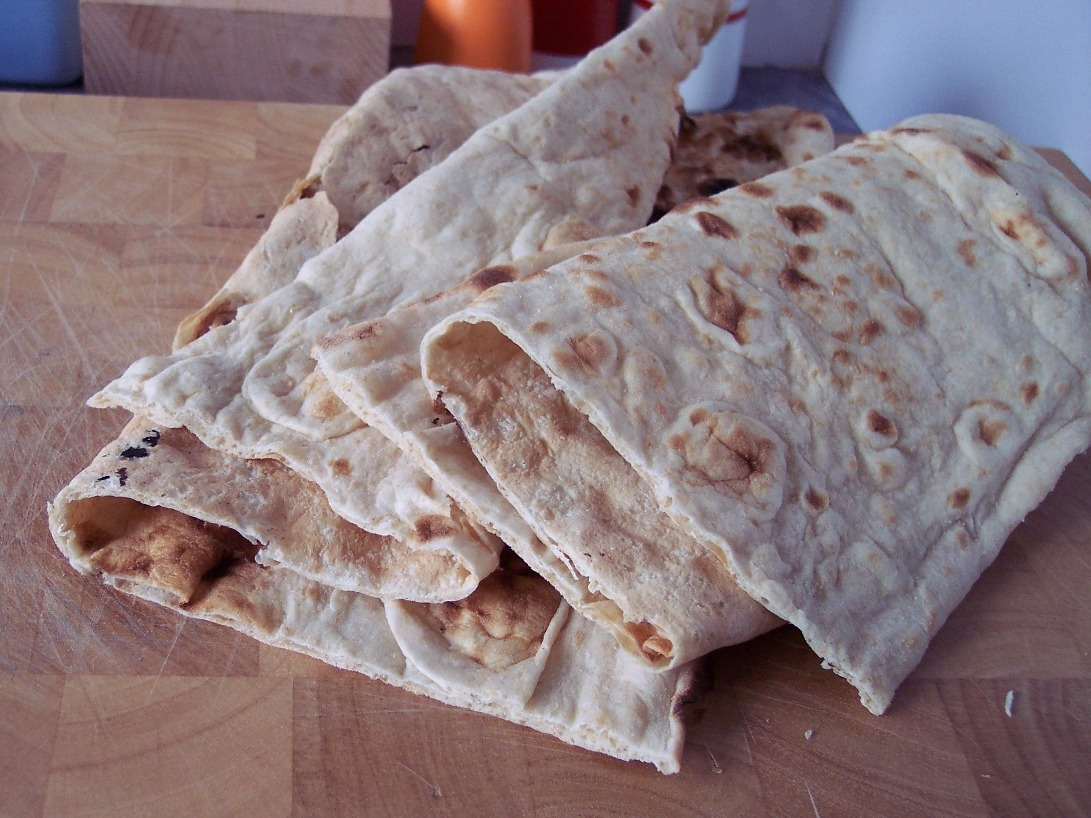
아프가니 난
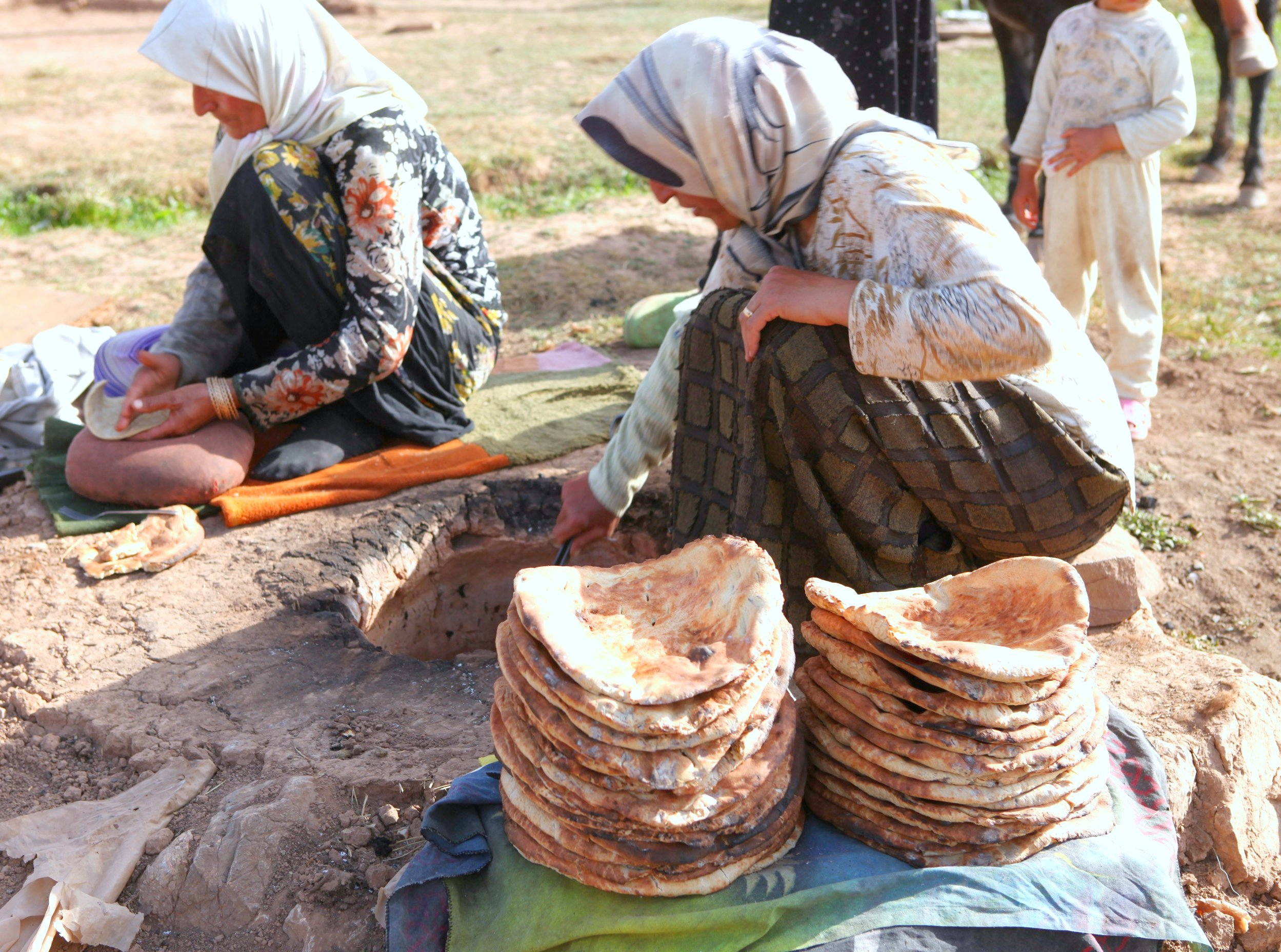
이란식 난
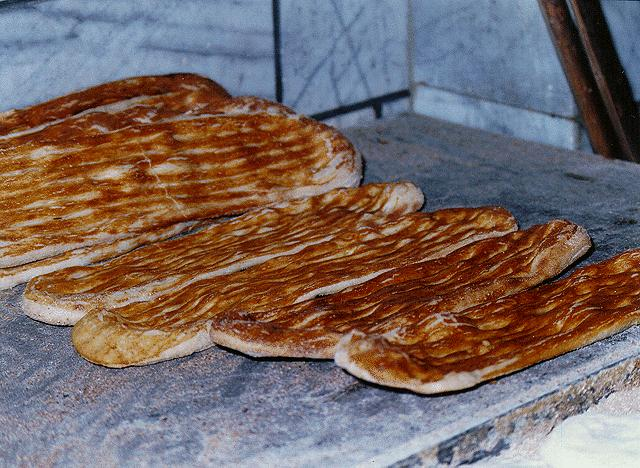
바르바리 난
산가크 난
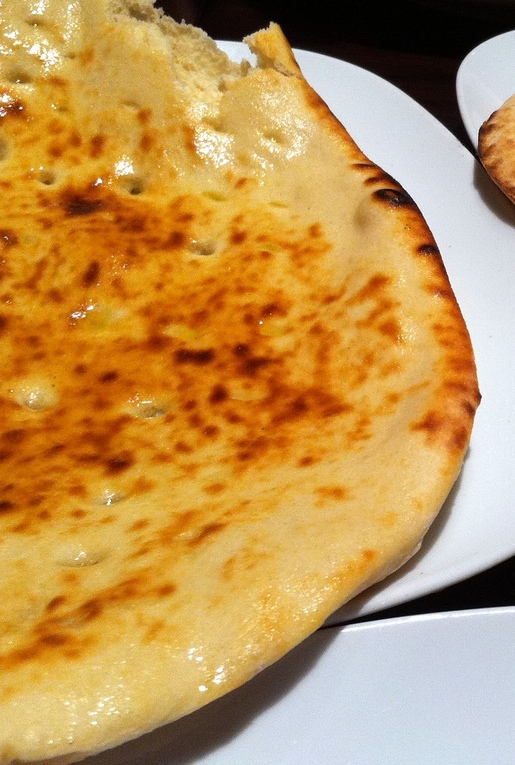
타프툰 난

### 남아시아
난은 로티나 차파티와 달리 아타(통밀가루)가 아닌 마이다(정제밀가루)를 쓰며, 버터나 마늘을 발라 굽기도 한다.
미얀마에서는 난이 난뱌(버마어: နံပြား)라 불리는데, 이는 힌디어 "난(नान)"에서 빌려온 "난(နံ)"에 "납작한"이라는 뜻의 "뺘(ပြား)"를 더한 말이다.

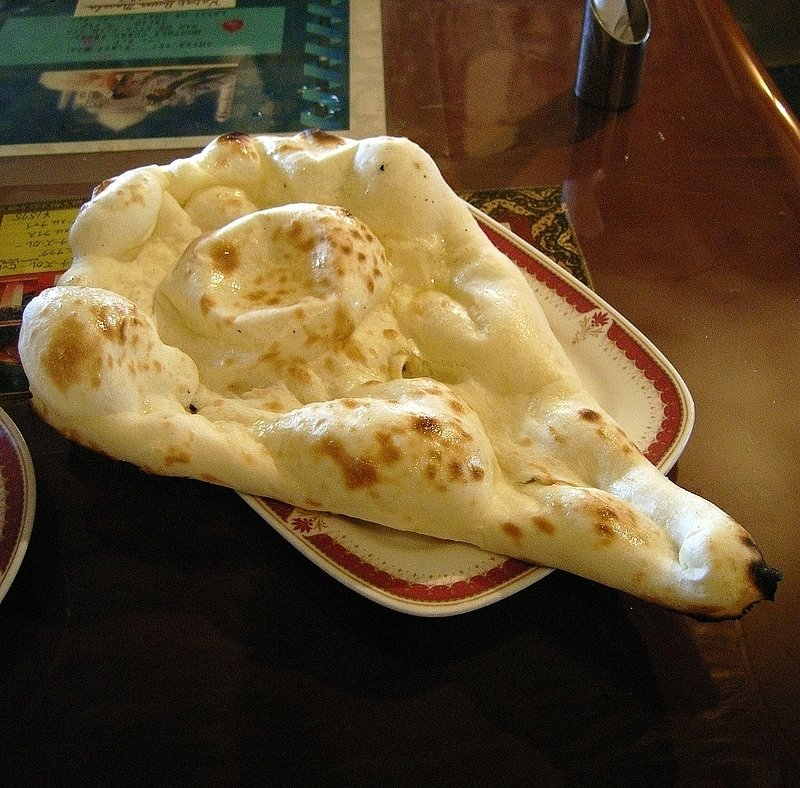
북인도식 난
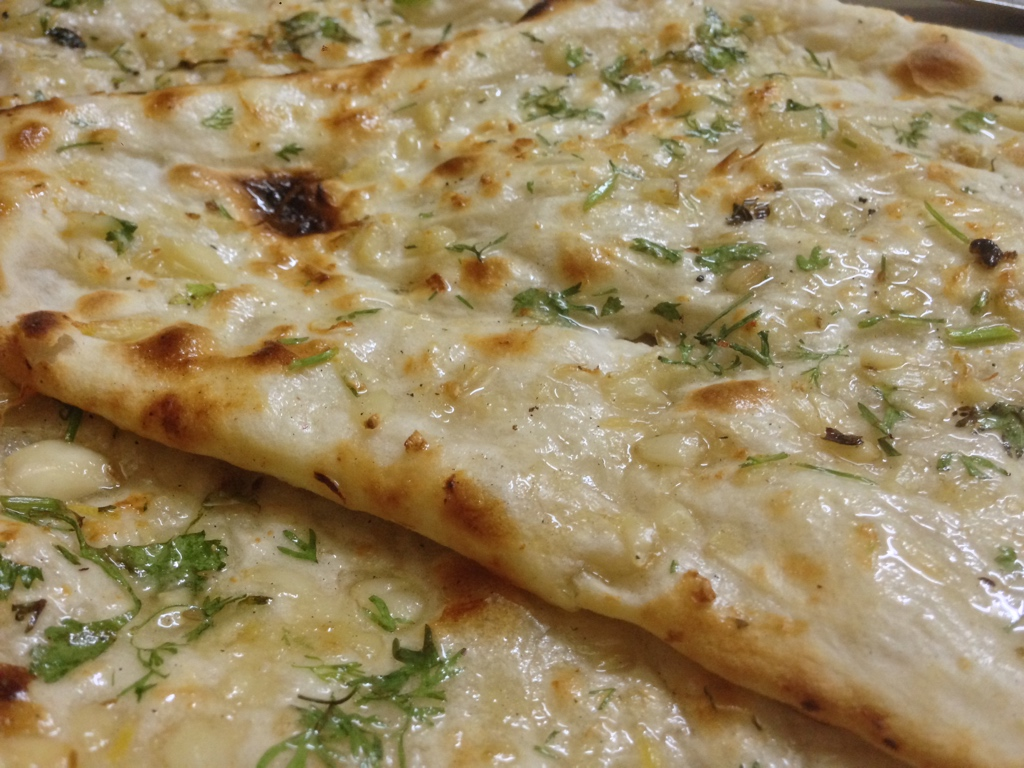
버터 마늘 난
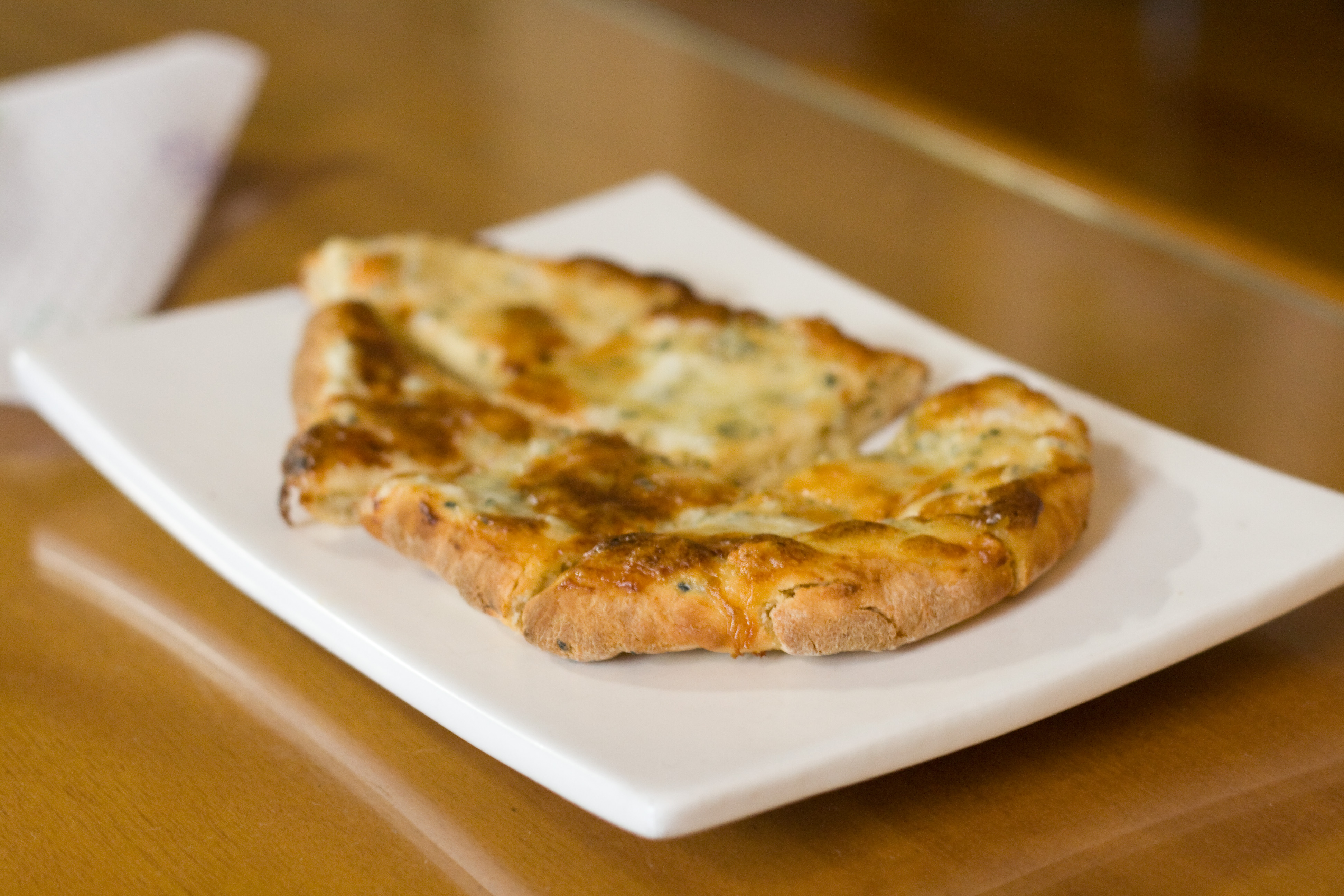
파니르 난
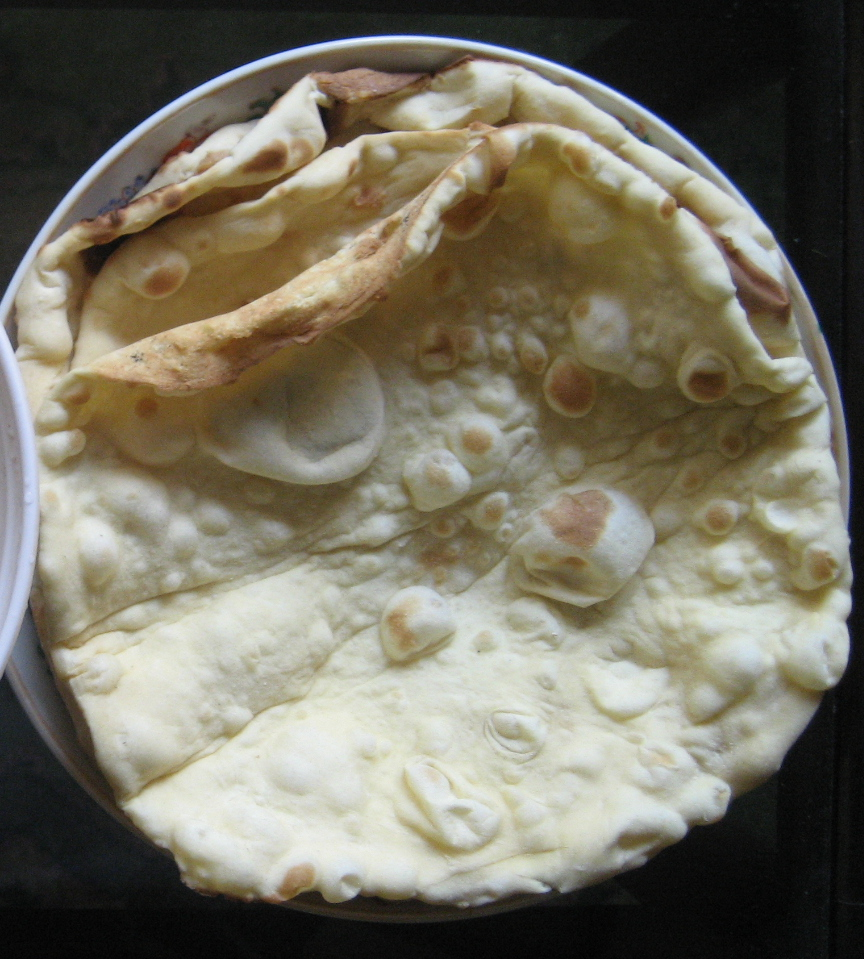
미얀마식 난뱌

## 같이 보기
- 라바시: 아르메니아식 비팽창 납작빵
- 쿠브즈: 아랍식 납작빵
- 파라타: 기름에 지진 남아시아식 납작빵
- 피타: 그리스식 납작빵
- 탄드르 난: 중앙아시아의 탄두르빵